# Carrillera

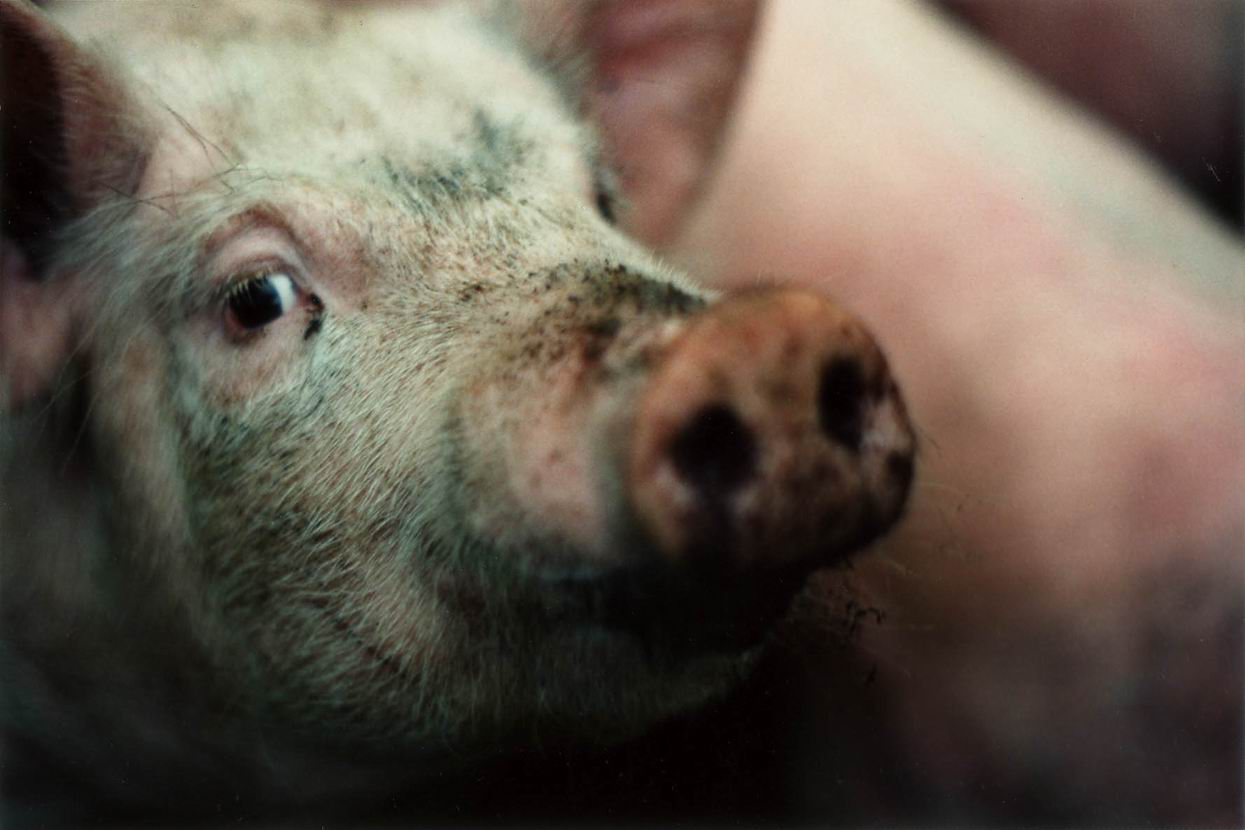
La carrillera es un corte de carne que incluye la mejilla del animal.

La carrillera (denominada también carrillada o charcha) es un corte de carne en el cerdo y la ternera (a veces incluso del buey) procedente de los músculos maseteros. Corresponde a las partes grasas que se encuentran a ambos lados de la cara y pertenecen a la casquería. La palabra proviene de «carrillo». Estas partes carnosas, en el caso del cerdo, a uno y otro lado del hocico (nariz) suelen prepararse los días de matanza. En la gastronomía de la Edad Media la carrillada es entendida como la carne existente en torno a la quijada de los animales vertebrados.

## Preparaciones culinarias

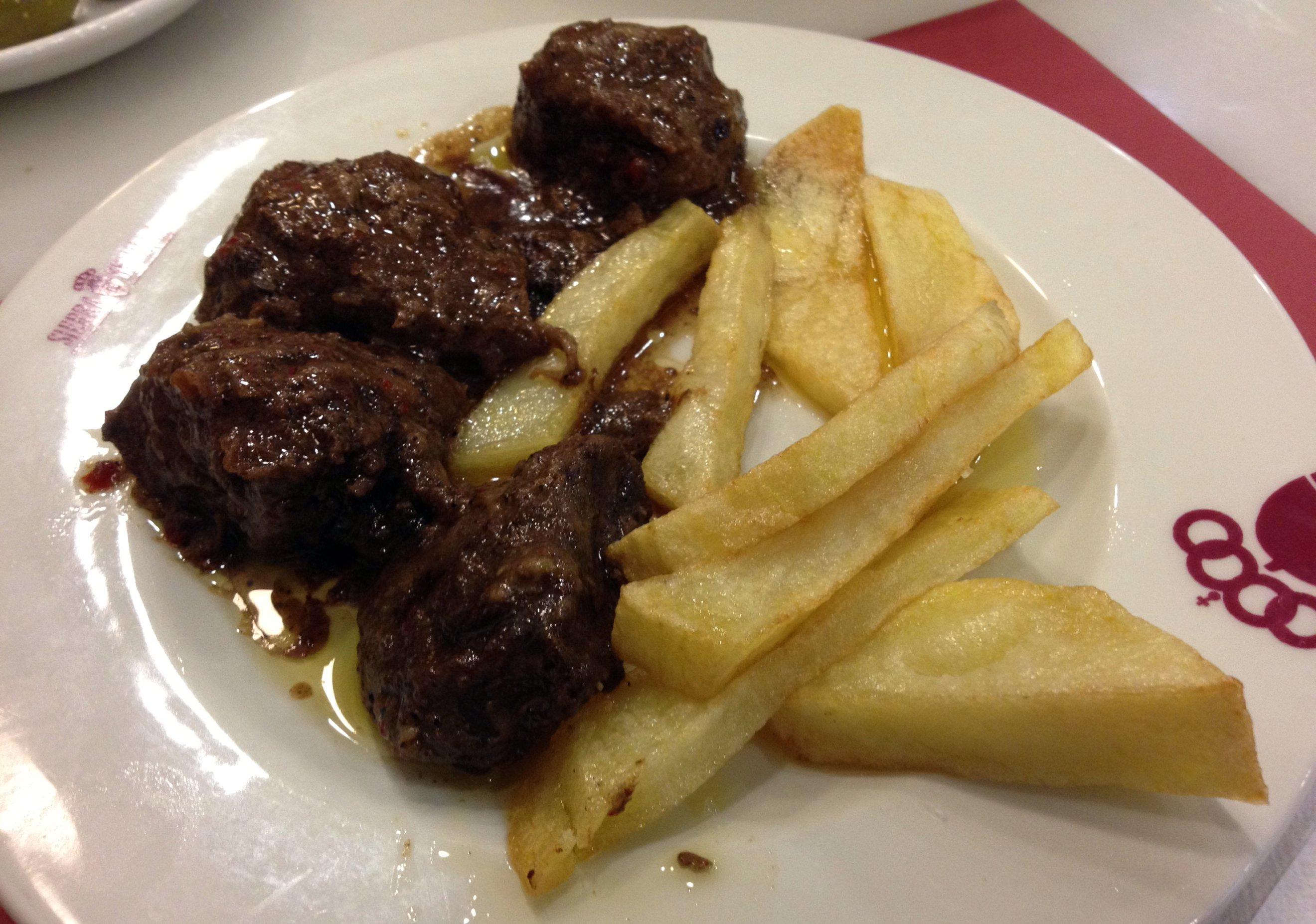
Carrillada con patatas fritas

La carrillada puede encontrarse en carnicerías y casquerías, la estructura gelatinosa (debido al contenido de colágeno que poseen) permite que pueda ser guisada o braseada. Se preparan con legumbres como las alubias blancas. Estas preparaciones solicitan cocciones de varias horas, incluso días. El tamaño depende del animal, las de cerdo suelen pesar unos doscientos gramos. Las del cerdo ibérico son muy apreciadas en la cocina española.

## Sabor y textura
La carrillera posee un sabor característico suave y ligeramente dulce. Su textura es sorprendentemente blanda y es muy fácil de masticar, hasta el punto de que se puede cortar fácilmente con una cuchara.